# Opatství Luxeuil
Opatství Luxeuil (francouzsky Abbaye Saint-Pierre-et-Saint-Paul de Luxeuil) bylo jedním z nejstarších a nejznámějších franských opatství v Burgundsku, samotný klášter se nachází v dnešním departementu Haute-Saône, v regionu Franche-Comté.

## Historie
Opatství bylo založeno kolem roku 590 irským misionářem svatým Kolumbánem. Kolumbán a jeho společníci se nejprve usadili v obci Voivre v Haute-Saône. Při hledání trvalejšího sídla pro svou komunitu se Kolumbán rozhodl pro místo, kde se nacházely ruiny dobře opevněné gallo-římské osady Luxovium, vzdálené asi osm mil od Voivre. Římské město Luxovium zpustošil v roce 451 hunský vůdce Attila a v 6. století bylo opuštěné a pohřbené v hustém porostu lesa. Jonas z Bobbia to dále popsal: „V blízkých lesích bylo mnoho kamenných artefaktů, které byly v dobách pohanů ctěny mizerným kultem“.
S grantem Childebertova královského dvora byl postaven opatský kostel s pocitem vítězství nad pohanskou kulturou i lokalitou. Díky intelektuálnímu a duchovnímu působení irských mnichů se opatství zasvěcené svatému Petrovi brzy stalo nejdůležitějším klášterem v Galii a vzkvétalo. 
Většina prvních církevních pravidel, která byla v opatství dodržována, pocházela z keltských mnišských tradic, které byly stále více doplňovány formalizovanějším benediktinským řádem, který byl dodržován v celém tehdejším západoevropském křesťanství, což zajistilo řádné zvolení opata, jeho vztahy s mnichy, jmenování mnišských úředníků a dodržování jejich pravomocí. V roce 603 synod Kolumbána obvinil z dodržování Velikonoc podle keltského data. Církev se domnívala, že Kolumbánova přísnost a pravidla mohly být příčinou krize u burgundského královského dvora. Patrně to byla záminka, aby král Theuderich II. a královská vdova Brunhilda mohli Kolumbána z Burgundska vyhnat. Jeho nástupcem ve funkci opata se stal Eustasius z Luxeuilu. Mnišská škola založená za Eustasia a jeho nástupce Waldeberta si vybudovala velmi dobrou pověst. Mnišská škola a celé opatství významně přispěly ke konverzi pohanských Burgundů ke křesťanství. Do Luxeuilu se přišel učit Conon, opat z opatství Lérins, svatý Wandregisel a Philibert, zakladatelé opatství Fontenelle a Jumièges v Normandii, kteří studovali pravidla dodržovaná v klášteře, jejichž původ později odvozovali z kláštera Luxeuil.

## Nájezdy Saracenů, Vikingů a Maďarů
Patrně v roce 732 útočící skupina Maurů pod vedením zkušeného generála Abdula Rahmana Al Ghafiqiho, guvernéra Andalusie, pronikla z Arles do vnitrozemí Burgundska a na krátkou dobu se kláštera zmocnila, přičemž zmasakrovala zdejší komunitu, včetně opata Mellina, jen několik přeživších lidí klášter znovu opravilo. Město kolem zdí kláštera bylo patrně někdy kolem roku 825 znovu zpustošeno Vikingy. Během služby osmnáctého opata, svatého Ansegise, císař Ludvík I. Pobožný nechal obnovit kostel, klášterní budovy i listiny kláštera. V roce 917 byl klášter znovu vypleněn při invazi Maďarů do západní Evropy.

## Novověk
Od 15. století instituce nerezidentských opatů, kteří svůj úřad vedli In commendam, dovedla klášter k úpadku, k čemuž přispěl i císař Karel V., který dekretem omezil moc opatů kláštera. Z roku 1634 se dochovala informace o tom, že opati reformy přestáli a klášter v Luxeuil byl připojen ke kongregaci svatého Vanna. Ze zprávy „Commission des Réguliers“, vypracované v roce 1768, je patrné, že komunita byla početná, vzkvétající a disciplína i pravidla byla dodržována. Během francouzské revoluce byl mnišský řád rozpuštěn. Většina míst opatství se změnila v moderní město, pouze gotický kostel, postavený ve 14. století, si zachoval svou původní podobu.